# دولاب هواء

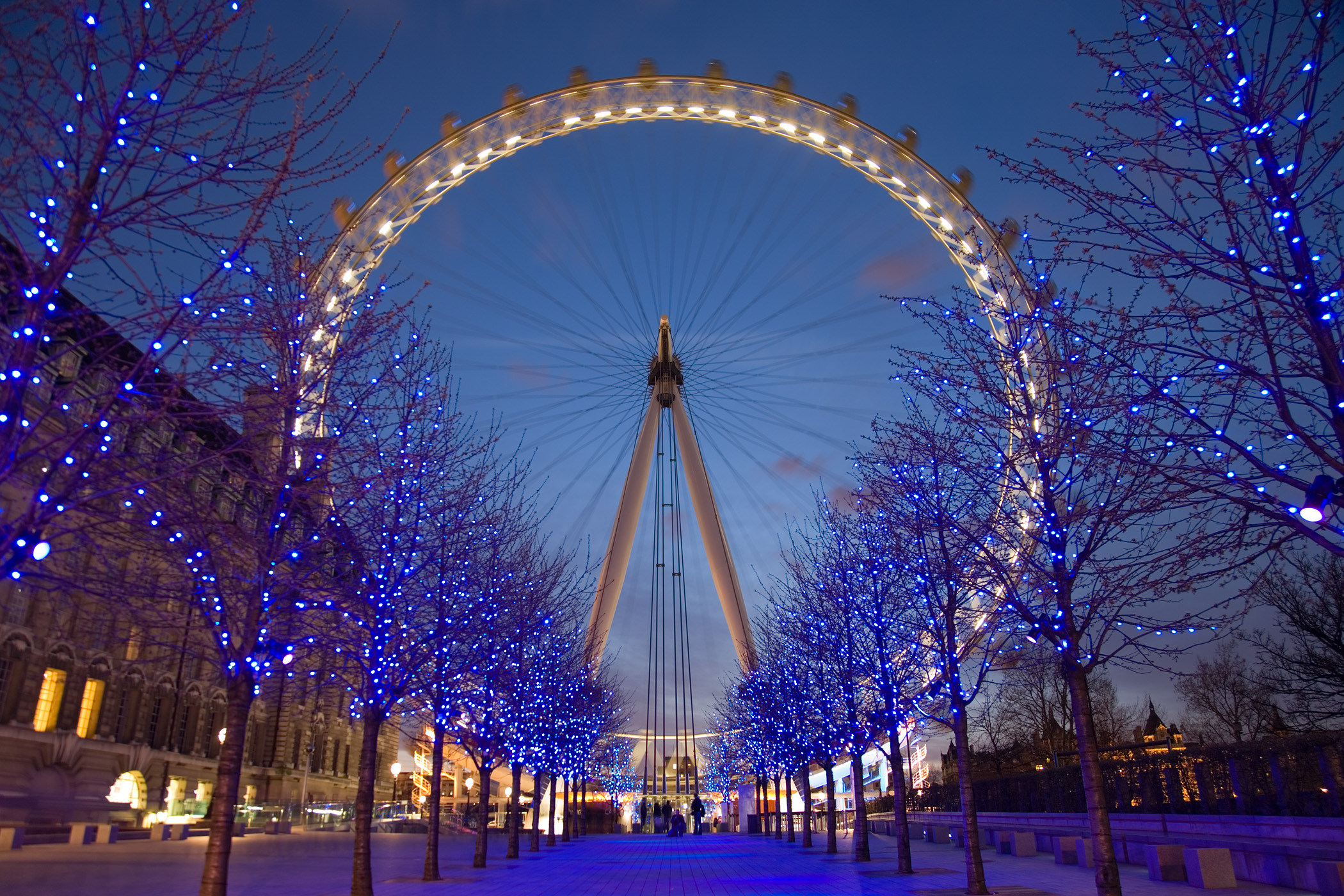
عين لندن, أطول دولاب هواء في نصف الأرض الغربي

دولاب الهواء (ملاحظة 1) (بالإنجليزية: Ferris wheel)‏ والذي يعرف أيضا باسم عجلة المراقبة ومن الشائع أيضًا تسميته ب،دولاب الملاهي هو جهاز تسلية، يصنف ضمن الألعاب الترفيهية، يحرك الناس من الأسفل إلى الأعلى ببطئ بشكل دائري لخلق المتعة. تتواجد دواليب الهواء عادةََ في: المتنزهات و الحدائق ، الملاهي، المعارض.

## وصف دولاب الهواء
هو هيكل غير مبني، مكون من عجلة عمودية تُدار بالكهرباء ولها إطار من الفولاذ يدور مع عربات للركوب (يشار إليها أحيانا باسم الجندول أو الكبسولات أو سيارات الركاب أو كبائن أو أحواض أو القاطرات) يتم تثبيتها فوق حافة العجلة. تعلق العربات عادةََ على حافة العجلة الكبيرة تعليقا حرا بحيث تبقى دائما معلقة رأسيا، بواسطة الجاذبية الأرضية، أو قد تلحق بمحركات كهربائية، لتدوير العربات بشكل مستقل. ويصل ارتفاع دواليب الهواء في أيامنا هذه إلى مايقارب 12 إلى 14م، وتحمل مابين 12 إلى 16 عربه للركاب.

## التاريخ
تم تصميم أول دولاب هواء بواسطة جورج واشنطن غيل فيريس الابن وسميت عجلة فيريس الأصلية والتي شيدت كمعلم جذب سياحي للمعرض العالمي الكولومبي في شيكاغو عام 1893. عجلة فيريس هي مصطلح جاء لاحقا كي يتم استخدامه بشكل عام لجميع هذه الألعاب، دواليب الهواء هي الآن النوع الأكثر شيوعا وإقبالا لركوبه في الكرنفالات والمعارض الخارجية في الولايات المتحدة.
منذ العام 1893 حين تم اختراع دولاب الهواء الأصلي في شيكاغو، أصبح هناك 14 دواليب هواء في العالم سجلت أرقام قياسية في فترةٍ من الفترات كأطول دولاب هواء. حامل الرقم القياسي الحالي هو عين دبي في دبي والبالغ طوله 250 متر (820 قدم)، والذي افتتح للجمهور في 2021.

## معرض صور

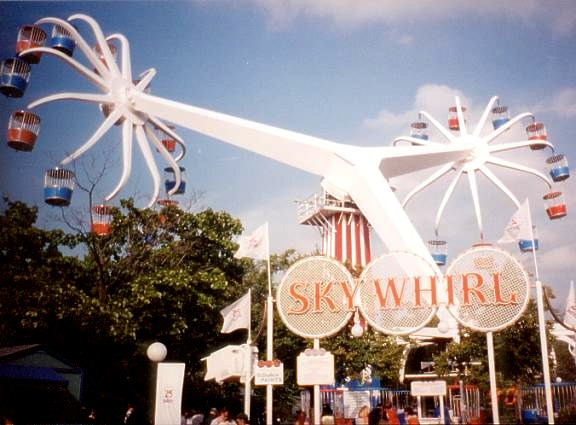
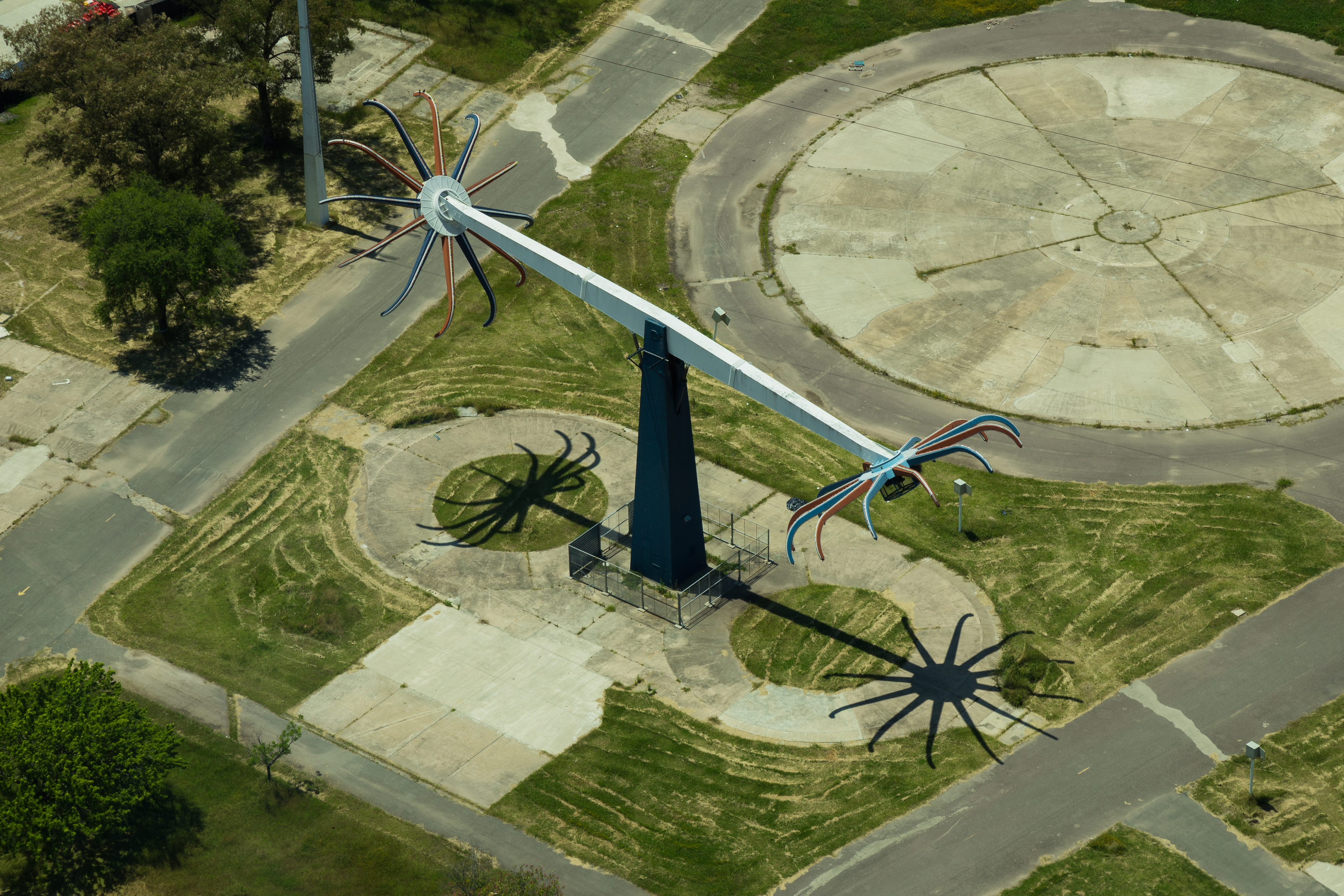
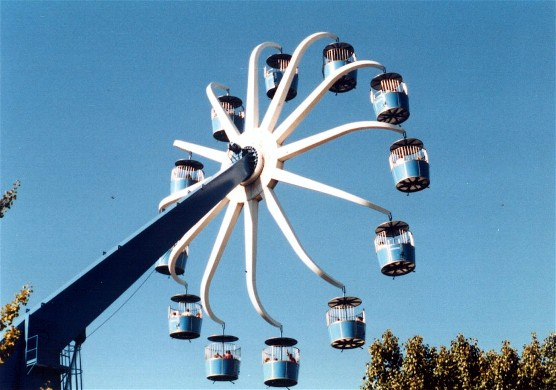

## المصادر

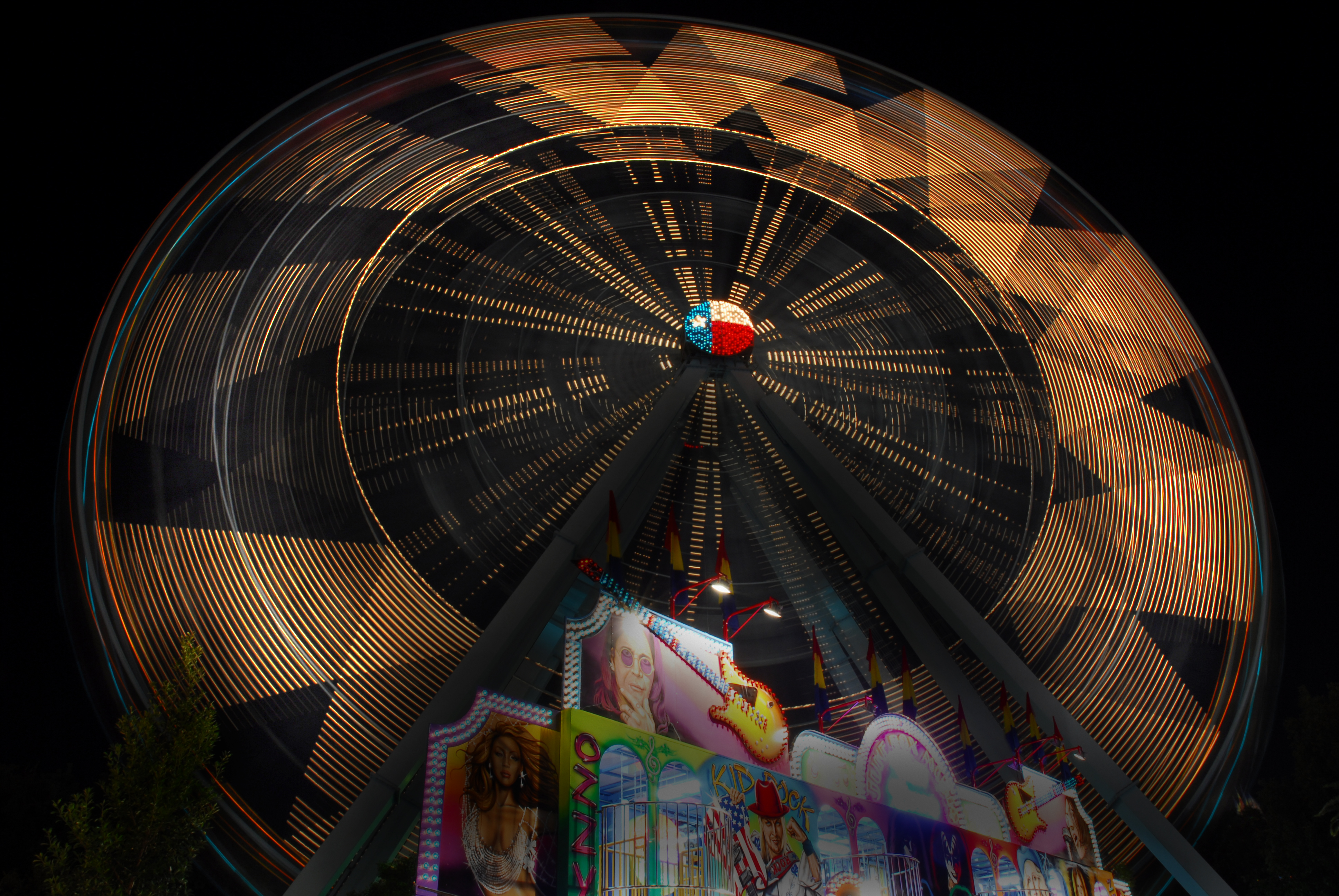
نجمة تكساس دالاس، تكساس الأطول في الأمريكيتين

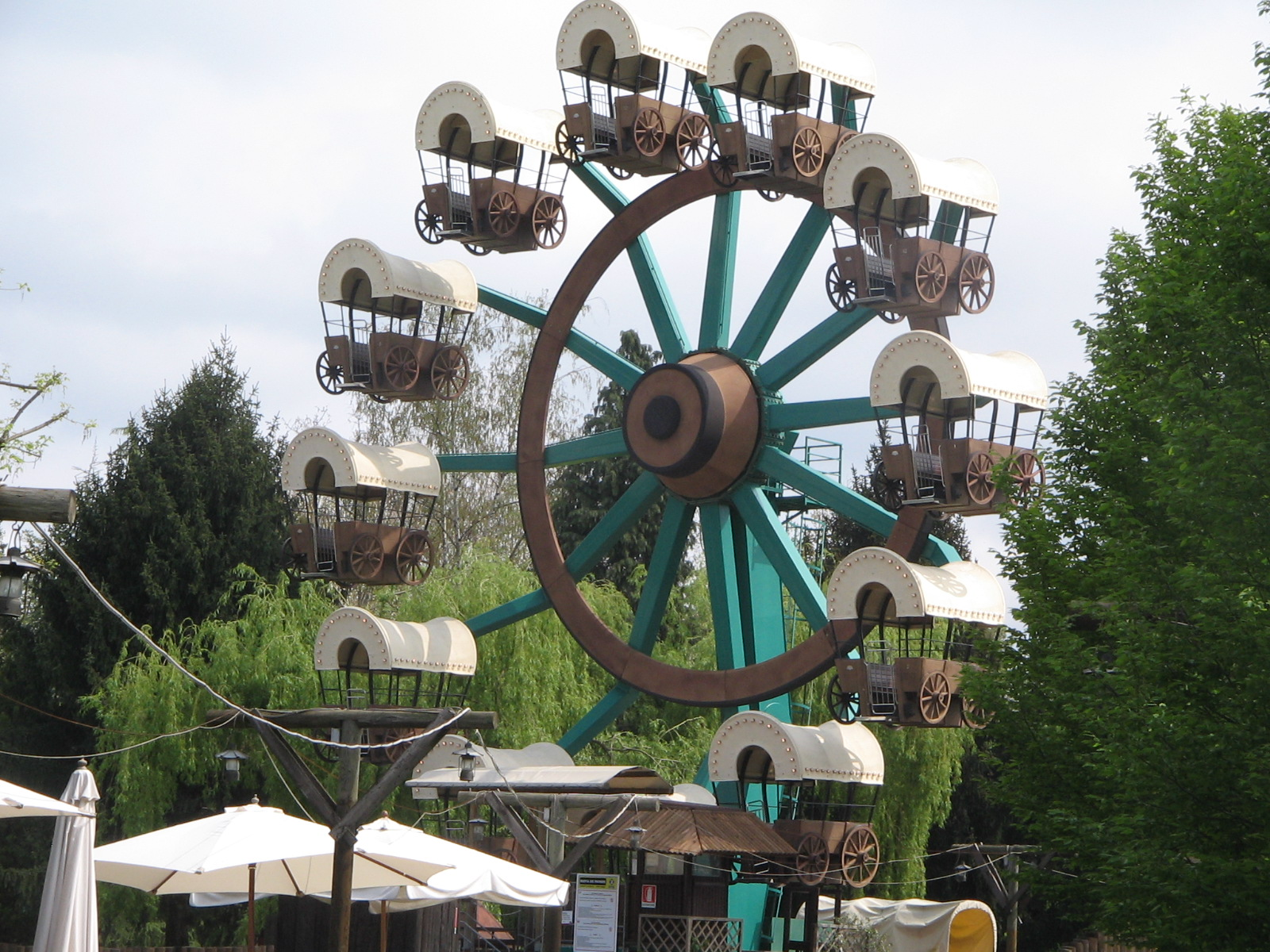
دولاب هواء في إيطاليا

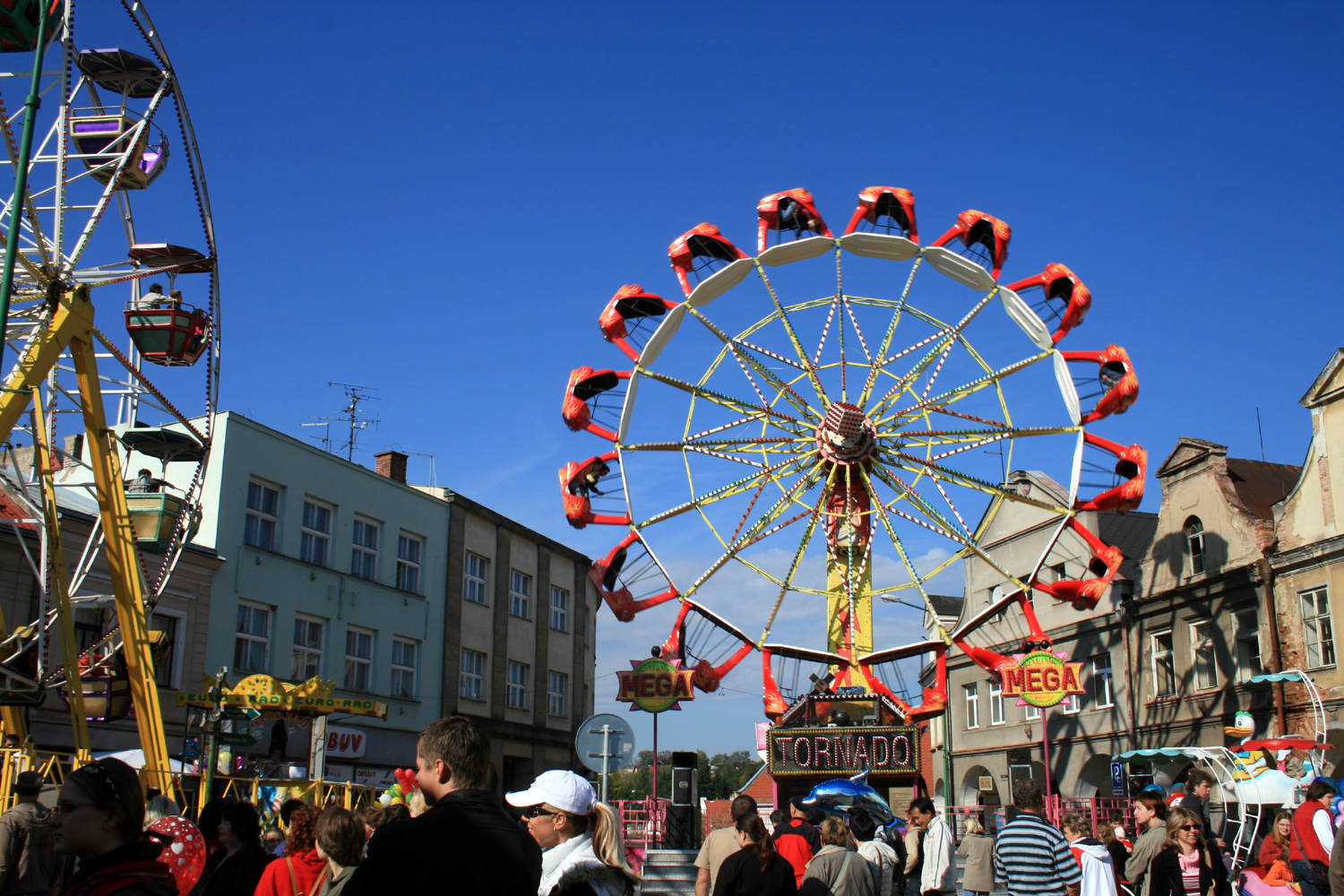
لعبة شبيهة بدولاب الهواء إلا أنها تقلب راكبيها رأسا على عقب

## هوامش
ملاحظة 1: يطلق عليه أيضا: عجلة فيريس، أو عجلة كبيرة، أو عجلة إيلي.